# Claude-Marie-Louis-Emmanuel Carbon de Flins Des Oliviers
Claude-Marie-Louis-Emmanuel Carbon de Flins Des Oliviers, né à Reims le 24 décembre 1758 et mort à Vervins le 11 juillet 1806, est un homme de lettres et dramaturge français.

## Biographie
Né d'un père nommé Carbon, il fit ses études au Collège de l'Université de sa ville, il ajouta successivement à son nom ceux de Flins et des Oliviers, ce qui, à un moment où il accumulait les échecs poétiques, lui valut ce distique de Lebrun :

« Carbon-de-Flins-des-Oliviers
A plus de noms que de lauriers. »

Il débuta très jeune dans la carrière littéraire par une Ode sur le sacre de Louis XVI. Venu à Paris, il composa des poésies pour l’Almanach des Muses et d'autres recueils. Il se fit remarquer par une pièce insérée dans le Journal des Spectacles, où il s'élevait contre les poètes qui accablaient Voltaire lors de son arrivée à Paris en 1778. Il enchaîna l'année suivante avec un poème intitulé Voltaire, où l'on crut déceler les prémisses d'un beau talent. Ainsi encouragé, il concourut chaque année pour le prix de poésie de l'Académie française, sans jamais l'emporter. En 1789, il fonda avec Louis de Fontanes le Journal de la Ville et des Provinces, ou le Modérateur, mais l'avènement de la Révolution le ruina, lui faisant perdre sa charge de conseiller à la Cour des monnaies.
Il se lança alors dans le théâtre avec une pièce en un acte, Le Réveil d'Épiménide à Paris, représentée pour la première fois le 1er janvier 1790 au Théâtre-Français avec Talma et Mlle Lange. Le 21 juillet suivant, la représentation de la pièce fut interrompue par Mirabeau, qui réclama bruyamment que l'on jouât Charles IX de Chénier. Talma, malgré ses réticences, dut s'exécuter. En dépit de cet incident, qui fit grand bruit dans Paris, la pièce eut du succès. La troisième pièce de Carbon, une comédie en trois actes imitée de La Locandiera de Goldoni et intitulée La Jeune Hôtesse, eut un succès plus grand encore, cela en grande partie grâce à Julie Candeille et à Grandmesnil qui en tenaient les rôles principaux.
Chateaubriand, qui fit la connaissance de Carbon de Flins à Paris, brossa de lui ce portrait :

« Fils d'un maître des eaux et forêts de Reims, Flins avait reçu une éducation négligée ; au demeurant, homme d'esprit et parfois de talent. On ne pouvait voir quelque chose de plus laid : court et bouffi, de gros yeux saillants, des cheveux hérissés, des dents sales, et malgré cela l'air pas trop ignoble. Son genre de vie, qui était celui de presque tous les gens de lettres de Paris à cette époque, mérite d'être raconté. Flins occupait un appartement rue Mazarine, assez près de La Harpe, qui demeurait rue Guénégaud. Deux Savoyards, travestis en laquais par la vertu d'une casaque de livrée, le servaient ; le soir, ils le suivaient, et introduisaient les visites chez lui le matin. [...] Flins, qui n'avait qu'une petite pension de sa famille, vivait de crédit. Vers les vacances du Parlement, il mettait en gage les livrées de ses Savoyards, ses deux montres, ses bagues et son linge, payait avec le prêt ce qu'il devait, partait pour Reims, y passait trois mois, revenait à Paris, retirait, au moyen de l'argent que lui donnait son père, ce qu'il avait déposé au mont-de-piété, et recommençait le cercle de cette vie, toujours gai et bien reçu. »

Carbon de Flins mourut à l'âge de 49 ans à Vervins, où il était devenu commissaire impérial près le tribunal de cette ville.

## Publications
Théâtre
- Le Réveil d'Épiménide à Paris, comédie en un acte, en vers, Paris, Théâtre de la Nation, 1er janvier 1790 Texte en ligne
- Le Mari directeur, ou le Déménagement du couvent, comédie en un acte, en vers libres, Paris, Théâtre de la Nation, 25 février 1791 Texte en ligne
- La Jeune Hôtesse, comédie en trois actes, en vers, imitée de Goldoni, Paris, Théâtre de la République, 24 décembre 1791 Texte en ligne

Varia
- Voltaire, poème, 1779 Texte en ligne : 1re édition 2e édition revue et corrigée
- Les Voyages de l'opinion dans les quatre parties du monde, 1789
- Dialogue entre l'auteur et un frondeur, sur les ennemis des lettres & les faiseurs de libelles anonymes, suivi d'un Préservatif, 179? Texte en ligne
- Choix de poésies de Nicolas Thomas Barthe et de Carbon de Flins, 1810

## Pour approfondir